# 塔朗泰讷河畔尚-马尔沙勒
塔朗泰讷河畔尚-马尔沙勒（法語：Champs-sur-Tarentaine-Marchal，法語發音：[ʃɑ̃ syʁ taʁɑ̃tɛn maʁʃal]）是法国康塔尔省的一个市镇，位于该省北部，属于莫里亚克区。该市镇于1972年由原市镇塔朗泰讷河畔尚（Champs-sur-Tarentaine）和马尔沙勒（Marchal）合并而成。

## 地理
塔朗泰讷河畔尚-马尔沙勒（45°23'45"N, 2°33'39"E）面积60.32 平方千米，位于法国奥弗涅-罗讷-阿尔卑斯大区康塔爾省，该省份为法国中南部省份，位于法國中央高原中心，北起科雷兹省、上盧瓦爾省和多姆山省，西接洛特省和科雷兹省，南至阿韦龙省和洛特省，东临上盧瓦爾省和洛泽尔省。
与塔朗泰讷河畔尚-马尔沙勒接壤的市镇（或旧市镇、城区）包括：昂蒂尼亚克、拉诺布尔、圣艾蒂安德绍梅伊、特雷穆耶、沃布雷、博尔莱索格、克罗、圣多纳、圣热内尚佩斯普。

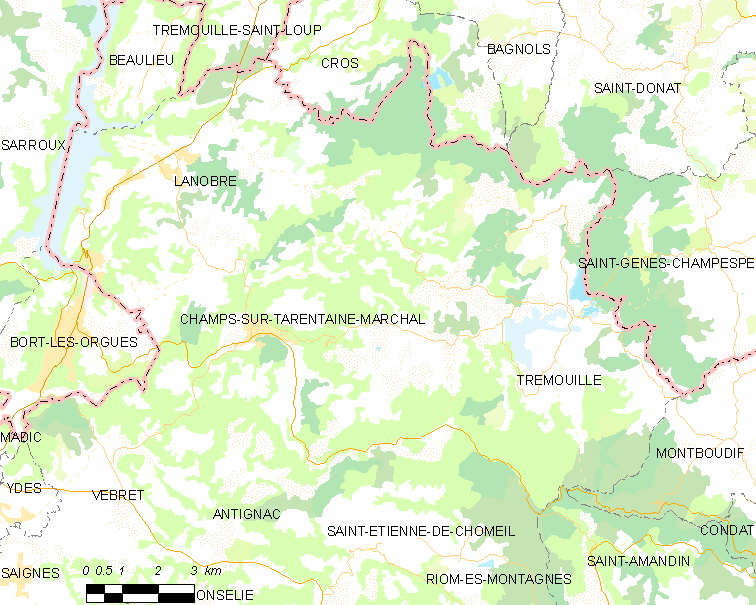
塔朗泰讷河畔尚-马尔沙勒的OSM定位图

塔朗泰讷河畔尚-马尔沙勒的时区为UTC+01:00、UTC+02:00（夏令时）。

## 行政
塔朗泰讷河畔尚-马尔沙勒的邮政编码为15270，INSEE市镇编码为15038。

## 政治
塔朗泰讷河畔尚-马尔沙勒所属的省级选区为伊德县。

## 人口

1962-2008年间塔朗泰讷河畔尚-马尔沙勒人口变化图示

塔朗泰讷河畔尚-马尔沙勒于2022年1月1日时的人口数量为1028人。